# مران (يافع)

تعديل مصدري - تعديل

مران هي إحدى قرى عزلة لبعوس بمديرية يافع التابعة لمحافظة لحج، بلغ تعداد سكانها 155 نسمة حسب تعداد اليمن لعام 2004.